# Han Xin

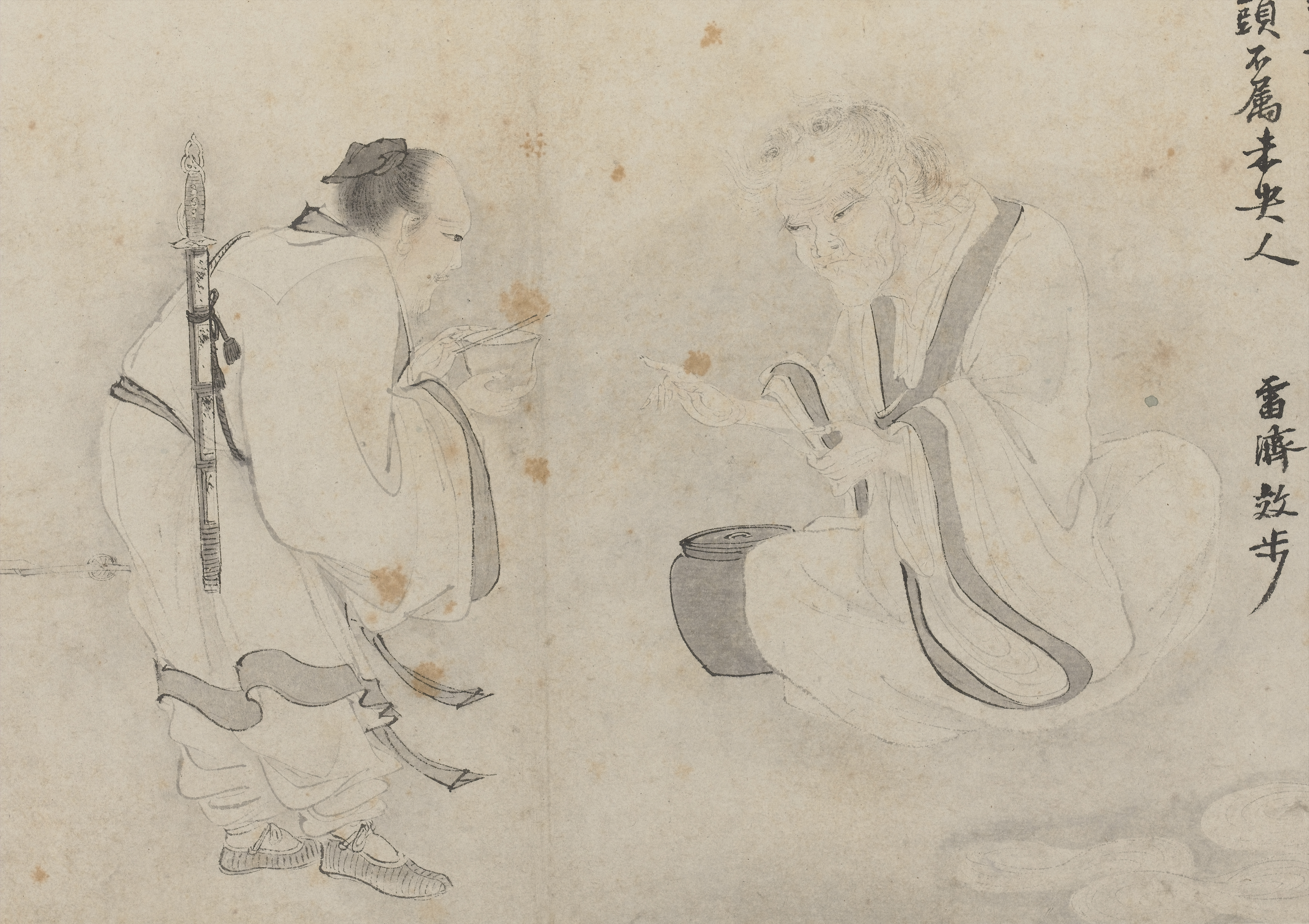
Niniejszy obraz autorstwa Guo Xu (1456–1532) przedstawia epizod z wczesnego okresu życia Han Xina opisany w Zapiskach historyka, zgodnie z którymi pewna stara kobieta zlitowała się nad głodnym Han Xinem i go nakarmiła, lecz kiedy ten oświadczył iż z pewnością ją za to wynagrodzi rozgniewała się i powiedziała, że nie zrobiła tego dla nagrody. Kiedy Han Xin został królem Chu dał tej kobiecie tysiąc sztuk złota. Muzeum Szanghajskie

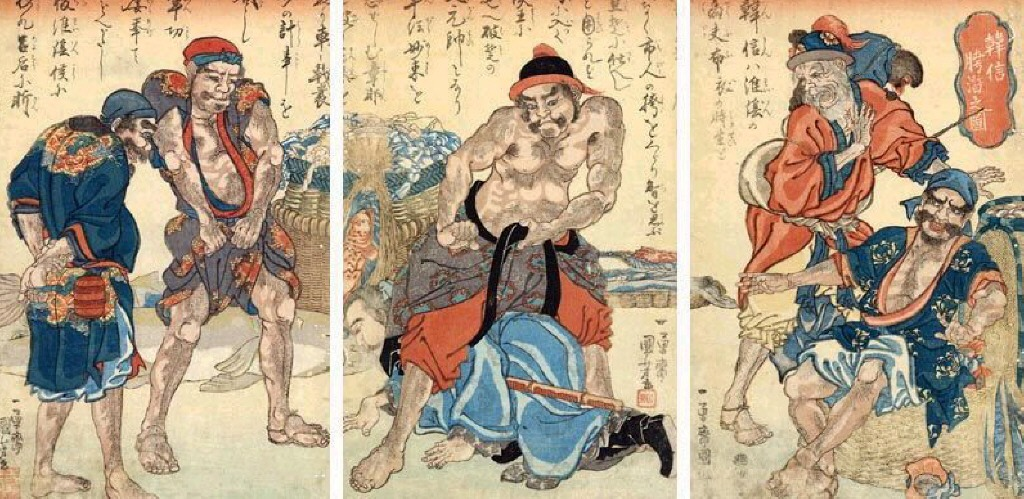
Ten drzeworyt Ukiyo-e autorstwa Kuniyoshiego Utagawy przedstawia słynny epizod z wczesnego okresu życia Han Xina opisany w Zapiskach historyka, zgodnie z którymi młody rzeźnik ubliżał mu, mówiąc: „Choć jesteś wysoki i potężny i lubisz miecz nosić przy boku, w gruncie rzeczy jesteś tchórzem! [...] – Jeśli śmierci się nie boisz, spróbuj mnie przebić mieczem! Jeśli zaś nie potrafisz umrzeć, przeczołgaj się między moimi rozstawionymi nogami! Han Xin przyjrzał mu się bacznie, po czym pochylił się i przeczołgał między jego nogami, a wszyscy ludzie zgromadzeni na placu targowym zanosili się od śmiechu na widok takiego tchórzostwa Han Xina”. Kiedy Han Xin został królem Chu mianował tego młodzieńca pułkownikiem, mówiąc: „To jest mąż odważny. Czyż wtedy, kiedy mnie był upokorzył, nie mogłem go zabić? Jednakże zabicie go żadnej by mi nie przyniosło sławy. Dlatego też zniosłem to i osiągnąłem to, co dziś mam!”

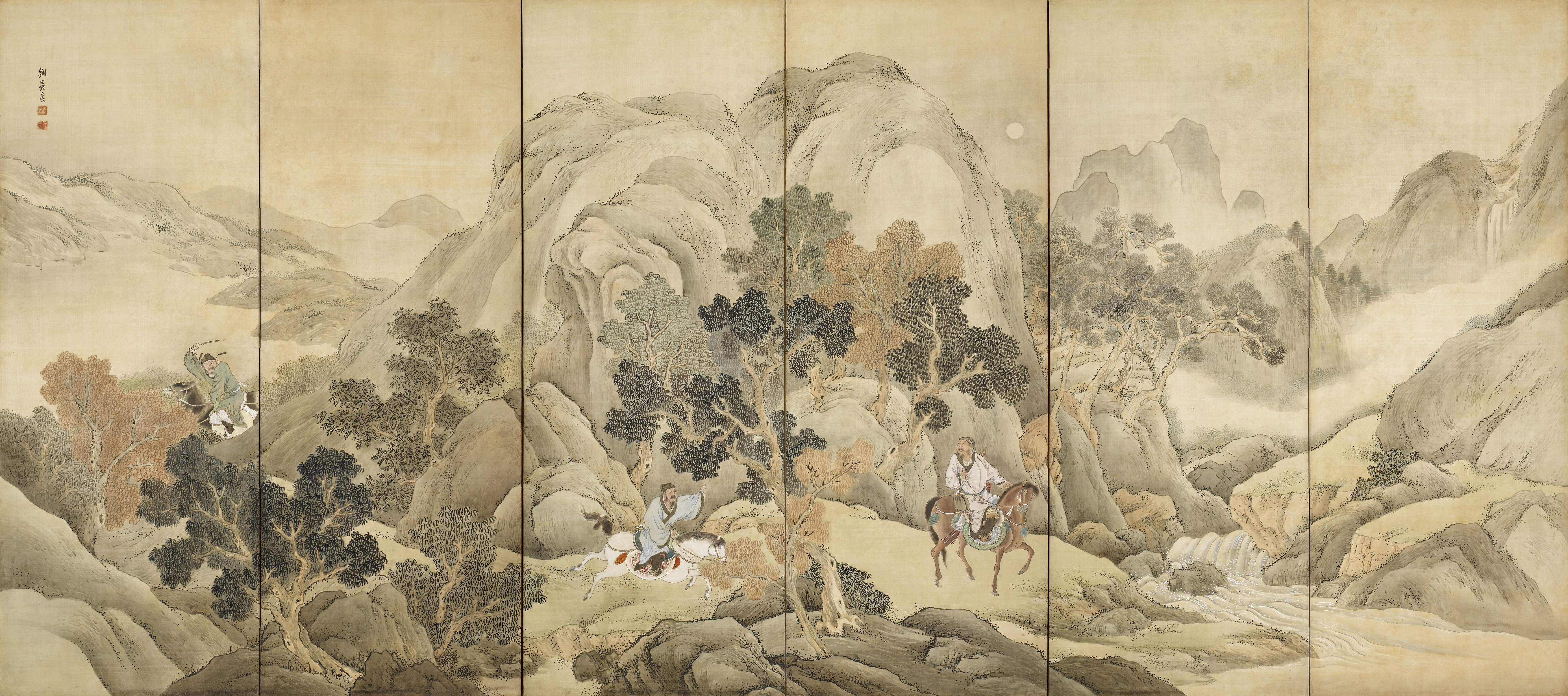
Xiao He ściga Han Xina próbującego uciec z obozu Liu Banga. Składany ekran pomalowany przez Buson Yosę, Muzeum Sztuki Nomura

Han Xin (ur. ? – zm. 196 p.n.e.) – najważniejszy generał cesarza Gaozu.
Wywodził się z nizin społecznych i by polepszyć swój los wziął udział w rebelii przeciwko dynastii Qin. Początkowo służył w armii Xiang Lianga, lecz ostatecznie znalazł się w służbie Liu Banga, walnie przyczyniając się do jego zwycięstwa nad Xiang Yu w walce o cesarstwo. W nagrodę za swoje zasługi Han Xin otrzymał tytuł króla Chu, ale nowy cesarz był podejrzliwy wobec swojego najzdolniejszego generała i ostatecznie stracił go pod zarzutem planowania buntu.

## Życiorys
Wywodził się z nizin społecznych z Huaiyin (dzis. Qingjinag w prefekturze Huai’an) i po wybuchu rebelii przeciwko dynastii Qin zaciągnął się do armii Xiang Lianga, by po jego śmierci służyć u jego bratanka Xiang Yu. Ponieważ ten nie chciał korzystać z jego rad w 206 p.n.e. Han Xin przeszedł na stronę Liu Banga, gdzie udało mu się zrobić wrażenie na Xiahou Yingu. Ten polecił go przyszłemu cesarzowi, który uczynił go odpowiedzialnym za logistykę Komendantem Regulującym Ziarno (治粟都尉, zhisu duwei), nie rozpoznając jego właściwych talentów. Rozczarowany tym przydziałem zamierzał uciec z obozu swojego nowego wodza, został jednak powstrzymany przez Xiao He, który przekonał Liu Banga by ten mianował Han Xina Naczelnym Generałem (大將軍, da jiangjun).

Doradzając Liu Bangowi Han Xin zwrócił uwagę na fakt, że chociaż Xiang Yu przewyższa władcę Han w dziedzinie sztuki wojennej, to jego skąpstwo, wiarołomstwo i okrucieństwo zniechęciły do niego ludzi.
Gdy król Xiang Yu zaryczy z wściekłości, zdoła tysiąc ludzi lękiem napełnić. Ponieważ jednak nie potrafi on dać stanowisk mądrym generałom, wszystko to okazuje się jedynie męstwem zwykłego człowieka. [...] – Wszędzie, kędy przeszedł król Xiang Yu, wszystko zostało zniszczone i spalone. Wielu ludzi wielce go więc nienawidzi. Lud zwykły poddał mu się nie dlatego, że go do tego uczucia skłoniły, lecz uczynił to tylko z lęku przed jego siłą. Choć nosi on jeszcze miano hegemona, w istocie stracił już serca ludzi całego cesarstwa.
 Han Xin sugerował jednocześnie, by Liu Bang przedsięwziął kroki zmierzające do aneksji trzech królestw rządzonych przez dawnych generałów cesarstwa Qin, Zhang Hana, Sima Xina i Dong Yi, którzy panowali w stołecznym regionie Guanzhong, pozostając już poza kontrolą Xiang Yu.
Pod koniec 206 p.n.e. Liu Bang zajął te trzy królestwa, jednak w 205 p.n.e. został pokonany przez siły Xiang Yu w pobliżu Pengchengu (w pobliżu dzis. Xuzhou). Liu Banga uratowała armia przyprowadzona przez Han Xina, który połączył się z nim w pobliżu Xingyangu i uniemożliwił Xiang Yu marsz w kierunku zachodnim. W międzyczasie wielu przywódców walczących w wojnie domowej (m.in. Sima Xin, Dong Yi, król Zhao Chen Yu i król Wei Wei Bao) przeszło na stronę Xiang Yu. Współdziałając z Cao Shenem Han Xin zdołał jednak jeszcze w tym samym roku ująć Wei Bao i pokonać króla Dai Zhao Xie, by następnie wspólnie z Liu Bangiem bronić Xingyangu. W trakcie tych walk w pełni objawiły się taktyczne umiejętności Han Xina, który został mianowany kanclerzem lewej strony (左丞相, zuo chengxiang).
Współdziałając z Zhang Erem Han Xin pokonał Chen Yu i następnie korzystając z rady Li Zuoju podporządkował sobie Zang Tu rządzącego w Yan za pomocą dyplomacji. W międzyczasie Liu Bang bronił się przed atakami Xiang Yu najpierw w Xingyangu, a później pod Chenggao (w okolicy dzis. Kaifengu). Pomimo porażek w obu przypadkach udało mu się uciec i w 203 p.n.e. znalazł się w obozie Han Xina i Zhang Era. Han Xin otrzymał teraz tytuł radcy stanu (xiangguo, 相國) i został wysłany przeciwko Tian Guangowi, królowi Qi, którego wspierał przysłany przez Xiang Yu Long Ju. Han Xin po raz kolejny okazał się błyskotliwym taktykiem, blokując nurt rzeki, następnie zaś udając ucieczkę i zatapiając wojska ścigającego go przeciwnika po przerwaniu tamy. Po tym zwycięstwie Liu Bang, ponownie atakowany przez Xiang Yu pod Xingyangiem, niechętnie zgodził się na to by Han Xin został królem Qi.
Xiang Yu wysłał teraz do Han Xina Wu She, który starał się go przekonać by ten przeszedł na stronę króla Chu, zapewniając go iż zachowa królestwo Qi. Han Xin odmówił, jednak jego doradca, Kuai Tong, przekonywał go iż nie powinien ufać Liu Bangowi i będzie bezpieczny jedynie wtedy, gdy stanie się niezależny od obu stron wojny domowej. W tym momencie „posiadając najlepszą armię i zajmując najsilniejszą strategicznie pozycję, Han Xin dzierżył przyszłość cesarstwa w swoich rękach”. Odrzucił jednak radę Kuai Tonga, czego później miał gorzko żałować.
Po pokonaniu Xiang Yu Liu Bang przejął Qi, zaś Han Xin otrzymał królestwo Chu. Jako władca Chu Han Xin był jednym z siedmiu królów, którzy zaproponowali Liu Bangowi przyjęcie tytuł cesarza. W 201 p.n.e. na Han Xina padło podejrzenie planowania rebelii i za radą Chen Pinga Liu Bang znienacka go aresztował. Han Xinowi zarzucono samowolne zwołanie armii i odebrano jego królestwo, pozostawiając jednak przy życiu i nadając niższy tytuł markiza (侯, hou) Huaiyin. Według Michaela Loewe „relacje Han Xina z Gaodi nie były łatwe, ponieważ obaj zdawali sobie sprawę, kto z nich posiada większe zdolności jako generał”.
Han Xin miał spiskować z Chen Xi, który zbuntował się w 197 p.n.e. Podczas gdy cesarz wyruszył przeciwko Chen Xi, Han Xin planował zebrać siły złożone z niewolników i skazańców oraz zaatakować w stolicy cesarzową Lü Zhi oraz następcę tronu Liu Yinga. Wieści o jego planach dotarły jednak do cesarzowej, która z pomocą Xiao He przekonała go do złożenia wizyty w cesarskim pałacu, gdzie został znienacka aresztowany. Przed śmiercią Han Xin miał publicznie żałować, iż nie posłuchał rady Kuai Tonga. Wraz z nim wytępiono także całą jego rodzinę.
Księga Hanów w swoim katalogu biblioteki cesarskiej wymienia dzieło Han Xin san pian, zaś w innym miejscu informuje, iż po ustanowieniu cesarstwa Han Zhang Liang i Han Xin mieli zostać poproszeni o wyłożenie zasad sztuki wojennej. Według Liu Xianga Liu Bang zdobył cesarstwo dzięki radom i wsparciu Han Xina.

### Opracowania
- Michael Loewe: A Biographical Dictionary of the Qin, Former Han and Xin Periods (221 BC – AD 24). Brill, 2000. ISBN 978-90-04-10364-1.
- Aihe Wang. Creators of an Emperor: The Political Group behind the Founding of the Han Empire. „Asia Major”. Volume 14, part 1, s. 19-50, 2001. ISSN 0004-4482. JSTOR: 41645568.

### Źródła
- Sy-ma Ts'ien: Syn smoka: fragmenty zapisków historyka. przeł. Mieczysław Jerzy Künstler. Warszawa: Czytelnik, 2000. ISBN 83-07-02780-2.